# Somala
Somala là một thị trấn và mandal thuộc huyện Chittoor, bang Andhra Pradesh.

## Geography
Somala is located at 13°28′00″B 78°49′00″Đ / 13,4667°B 78,8167°Đ. It has an average elevation of 610 meters (2004 feet).